# أسماء بن حميدة
أسماء بن حميدة ولدت عام 1951 في القيروان، هي سيدة أعمال تونسية تُشارك بشكل بارز في تطوير مجال القروض الصغيرة.

## السيرة الذاتية
ولدت أسماء عام 1951، ثم أكملت دراستها الجامعية تخصص التاريخ والجغرافيا. في عام 1972 وبسبب اضطرابات اندلعت في الجامعة قرر الرئيس الحبيب بورقيبة الاستجابة لمطالب الطلاب من خلال إغلاق المدارس لعدة أسابيع؛ فاستغلت هذه الفترة وتقدمت للمشاركة في مسابقة نظمتها مؤسسة الإذاعة والتلفزة التونسية ثم نجحت فيها فأصبحت بذلك كاتبة أخبار في صحيفة بسيطة. استأنفت أسماء دراستها الجامعية وحصلت على شهادتها فانقلت لإكمال المشوار في مدينة قابس ومن ثم إلى تونس العاصمة حيث قضت هناك أربع سنوات. نشاط بن حميدة لا يقتصر على المجال الصحفي فقط فهي تُشارك بالموازاة مع ذلك في العديد من الأنشطة الأخرى. · .
حصلت أسماء على منحة دراسية فأكملت دراستها في الخارج تحديدا في باريس ومن ثم انتقلت إلى نيويورك فحصلت على الشهادة المطلوبة هناك فأصبحت صحفية ناجحة؛ حيث انضمت للعمل تحت لواء وكالة وكالة تونس إفريقيا للأنباء التي تستمد منها الأمم المتحدة مجموعة من الحقائق والمعلومات.
بقيت لمدة ثلاث سنوات في نيويورك قبل أن تتحول إلى مراسلة لصالح مؤسسة دولية في روما ثم ذهبت إلى جنيف. · . في روما تزوجت من مايكل كراكنل وهو شاب أميركي التقته عن طريق الصدفة في مكتب الأمم المتحدة. في عام 1989 قرر الزوجان العودة إلى تونس ·  والتكيف مع محمد يونس كمؤسس لبنك غرامين وهو بنك يُقدم القروض الصغيرة في بنغلاديش. · .
بعد عشرين عاما من العمل، اكتسبت أسماء شهرة لا بأس بها وبات مشروعها معيارا ونمودجا في عالم القروض الصغيرة خاصة في وطنها الأم تونس..